# Georg Frederik von Holstein
Georg Frederik (von) Holstein (28. februar 1717 – 8. marts 1772 i Flensborg) var en dansk amtmand og officer, bror til Carl, Frederik Vilhelm og Johan Ludvig Holstein.
Han var født 1717, studerede i København, Halle og Jena, blev 1734 kammerjunker, ansattes 1739 som kaptajn ved Grenaderkorpset, udnævntes 1742 til ceremonimester og 1744 til kammerherre og forfremmedes 1749 til oberstløjtnant, men forlod allerede året efter militærtjenesten med obersts karakter. I årene 1754-60 beklædte han embedet som stiftamtmand i Ribe Stift og amtmand over Riberhus Amt, hvorefter han blev beskikket til amtmand i Flensborg Amt. 1757 blev han Ridder af Dannebrog, 1760 gehejmeråd og 1769 fik han titel af gehejmekonferensråd. Holstein døde 8. marts 1772 i Flensborg og gravsattes i Ribe.
Han ægtede 18. april 1749 Sophie Magdalene komtesse Knuth (15. juli 1733 – 7. maj 1790 i Slesvig by), datter af Adam Christopher greve Knuth. 1751 kom han den økonomisk hårdt betrængte Kongelige Teater til hjælp ved et større pengelån, der sikrede ham første prioritet i teatret.